# Scrimmage
Een scrimmage is een rommelige spelsituatie in teamsporten als voetbal en (ijs)hockey, waarbij meerdere spelers tegelijk strijden om de bal.
Een typische situatie is de scrimmage voor het doel, waarbij de verdedigende partij uit alle macht een doelpunt probeert te voorkomen, maar niet direct in staat blijkt te zijn om de bal weg te werken. De aanvallende partij probeert juist de bal in het doel te krijgen. Dit levert vaak chaotische momenten op waarbij tactiek een ondergeschikte rol speelt. Het is dan ook een spontaan moment en geen spelhervatting, zoals de scrum in het rugby en de line of scrimmage in het American football.
Deze situaties zijn wel vergelijkbaar omdat het ook hier betrekking heeft op een gezamenlijke worsteling om, of misschien beter gezegd met de bal. Ook hebben de termen een gemeenschappelijke oorsprong in het woord skirmish, wat schermutseling betekent.